# Медіаконвертер

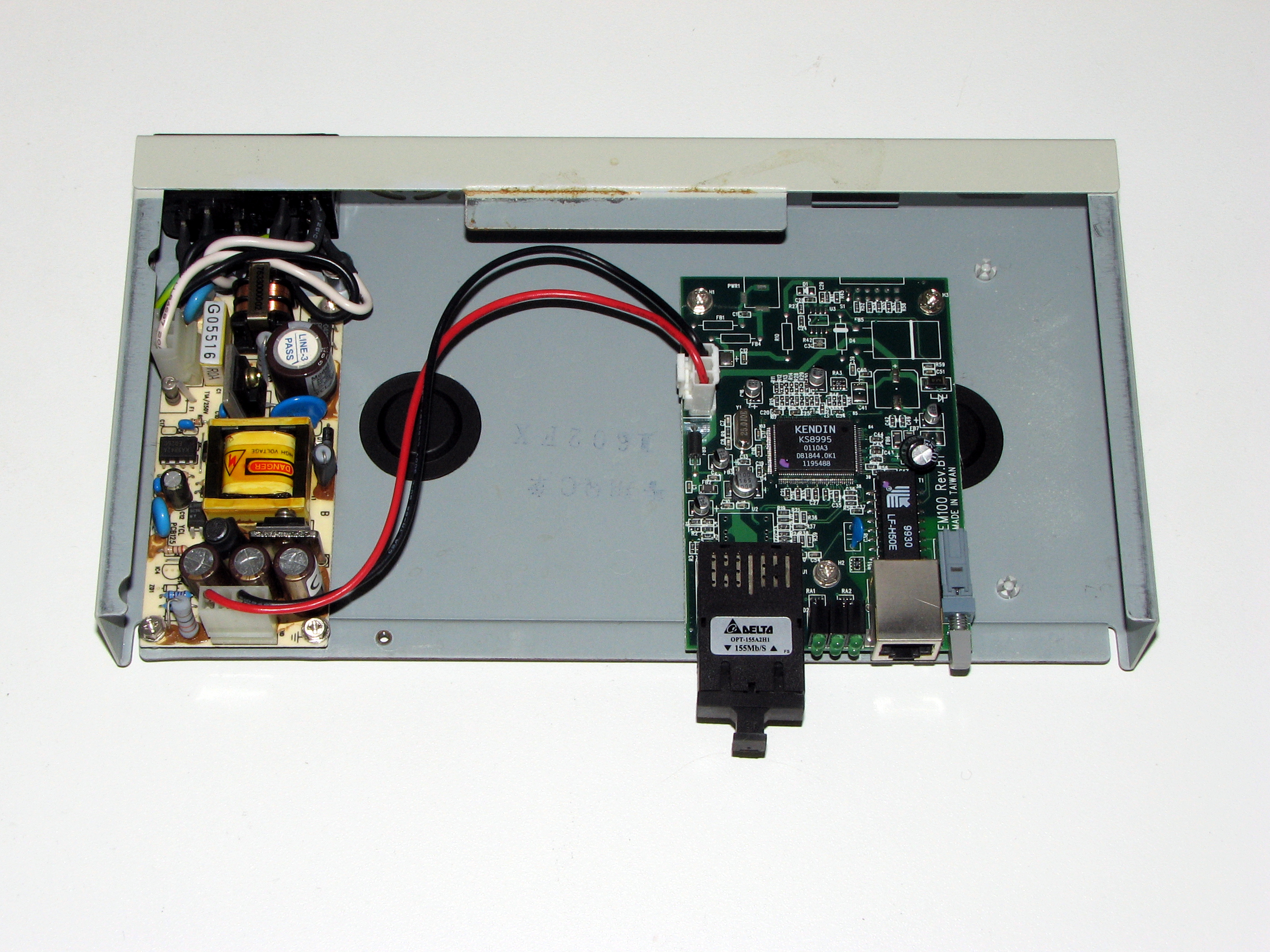
Внутрішній устрій медіаконвертера між Ethernet 100BASE-T, роз'єм 8P8C (справа) та оптичним середовищем (роз'єм Duplex SC з заглушкою в центрі). Зліва перебуває блок живлення. Конвертер виконан на базі мікросхеми Kendin KS8995 — 5 портового Ethernet коммутатора та інтегрованого оптичного трансивера OPT-155A2H1.

Медіаконвертер (також перетворювач середовища) — пристрій, що перетворює середовище поширення сигналу з одного типу в інший. Під середовищем поширення сигналу може розумітися будь-яке середовище передачі даних, проте в сучасній термінології медіаконвертер працює як сполучна ланка тільки між двома середовищами - оптичним і мідним кабелями. Найчастіше середовищем поширення сигналу є оптичні кабелі і мідні дроти.

## Загальний опис
Традиційно, стосовно до мережевих технологій, медіаконвертери здійснюють свою роботу на 1-м рівні Моделі OSI. У цьому випадку неможливо перетворення швидкості передачі даних між двома середовищами, а також неможлива інша інтелектуальна обробка даних. В цьому випадку медіаконвертери також можуть називати трансиверами. З розвитком технологій медиаконвертери забезпечили додатковими інтелектуальними можливостями, щоб забезпечити стикування старих пристроїв з більш новими. Медиаконвертери стали працювати на  2-м рівні моделі OSI і отримали можливість перетворювати не тільки середовище, а також і швидкість передачі даних, володіти іншими сервісними функціями, як оповіщення про обрив лінії зв'язку на протилежному боці, контроль за потоком передачі даних, іншими технічними можливостями.

## Ethernet-медіаконвертери
Ethernet-медіаконвертери традиційно діляться на прості  (1-й рівень модели OSI), які підпорядковуються правилу 5-4-3 і на комутуючі (2-й рівень модели OSI), на які не діють обмеження за кількістю медиаконвертеров на ділянці мережі, що з'єднує її сегменти. У таких медиаконвертеров в описі вказується 10 / 100TX для Fast Ethernet, або 10/100 / 1000T для Gigabit Ethernet, що означає їх можливість перетворювати не тільки середовище передачі, а також і швидкість, що характерно для комутуючих пристроїв.

## Обриви зв'язку
При використанні медиаконвертеров для об'єднання двох сегментів мережі виникають проблеми з автоматичним виявленням обривів зв'язку (наприклад, в протоколах  STP). Для їх вирішення використовуються конвертори з підтримкою технологій: 
- Far End Fault (FEF 802.3u)
- Link Loss Return
- Link Loss Carry Forward (LLCF)
- Link Fault Pass-through (LFP)

### Link Fault Pass-through
Link Fault Pass-through (LFP) — буквально, транслювання відсутності «Link». Функція медіаконвертерів, що включає обидва порту медіаконвертера тільки в тому випадку, якщо на обох портах є сигнал від підключеного пристрою.
Принцип роботи на прикладі роботи медіаконвертера з одним портом під мідний кабель  «вита пара» одним оптичним портом:
| Стан лінії UTP                                                    | Стан оптичної лінії'                                              | Індикатор «Link», порт UTP | Індикатор «Link», оптичний порт |
| На іншій стороні лінії Є працюючий пристрій                       | Лінію пошкоджено, або на іншій стороні НІ пристрою під час роботи | Ні                         | Ні                              |
| Лінія пошкоджена, або на іншій стороні НІ пристрою під час роботи | На іншій стороні лінії Є працюючий пристрій                       | Ні                         | Ні                              |
| На іншій стороні лінії Є працюючий пристрій                       | На іншій стороні лінії Є працюючий пристрій                       | Так                        | Так                             |

Функція LFP застосовується з метою забезпечення надійного контролю над мережею зв'язку. Контроль здійснюється за допомогою пристроїв з функцією управління, таких як  мережеві ікомутатори та маршрутизатори. Медіаконвертери в переважній більшості випадків не мають функцію управління, так як це зазвичай економічно недоцільно.
У разі наявності у медіаконвертера функції LFP стає можливим відстежити «падіння» «Link» на оптичної лінії, так як мідний порт, яким безпосередньо медіаконвертер пов'язаний з комутатором теж «падає». У цьому випадку проблема буде виявлена за допомогою засобів на основі  SNMP протоколів. У разі відсутності функції LFP у медіаконвертера, «Link» порту під кабель «вита пара» залишається «горіти» і проблема не може бути виявлена віддалено.